# 1809年オーストリア戦役
1809年オーストリア戦役（1809ねんおーすとりあせんえき, 1809年4月10日 - 1809年10月14日）は、オーストリア帝国がナポレオン1世のフランス帝国による覇権に挑んだ結果、生じた戦役である。主要な戦闘は中央ヨーロッパで生じ、フランス、オーストリア共に多くの損害を被った。この戦役は、主にドナウ川周辺で戦闘が行われ、最終的にフランスがヴァグラムの戦いで勝利し、フランスに有利な状態で戦争は終結した。
その後フランスはシェーンブルンの和約で過酷な条件をオーストリアに突きつけた。メッテルニヒとカール大公はハプスブルク帝国の保護を原則として外交交渉に望み、仏墺間の平和と友好を約束することを見返りに、より穏便な和約をナポレオンに締結させる事に成功した。オーストリアの大半の昔からの領土はハプスブルク家の領土の一部であり続けたが、フランスはコロシュカ地方、カルニオラ、アドリア海の港を獲得し、ガリツィアはワルシャワ公国に割譲され、チロルのザルツブルクはバイエルン王国に編入された。オーストリアは全国民の1/5に当たる300万人の国民を失った。
オーストリアが戦争から離脱した事で、第五次対仏大同盟は崩壊したが、イギリス、スペイン、ポルトガルは半島戦争を継続し、フランスと戦争状態にあった。1812年ロシア戦役までの間、中央ヨーロッパと東ヨーロッパに平和がもたらされたが、ロシア遠征に敗北後の1813年に第六次対仏大同盟が結成された。

## 背景
1808年、ナポレオンの覇権は欧州の全域に及びつつあった。しかし、海上ではイギリスが依然として制海権を握り海上封鎖を続けていた。またスペインではフランスの統治が現地住民の反感を呼び、ゲリラが各地で決起していた。それを見たイギリスはアーサー・ウェルズリーを派遣してスペインの反乱勢力を支援し、半島戦争が開始された。こうした陸海でのナポレオンの躓きを見たオーストリア帝国は、1809年4月9日イギリスと第五次対仏大同盟を結成し、1805年のプレスブルクの和約で失った領土の奪還へと乗り出した。

### 第四次対仏大同盟
アウステルリッツの戦いはヨーロッパにおける勢力均衡を大きく変え、フランスの覇権は中央ヨーロッパにまで及んだ。プロイセンは自国の安全保障に脅威を感じ、1806年にロシアと共にフランスに宣戦し、第四次対仏大同盟を結成した。1806年の秋に18万人のフランス軍がテューリンゲンの森を経由してプロイセンに侵攻した。この動きをプロイセンは察知しておらず、フランス軍はザーレ川の右岸と白エルスター川の左岸に沿って進んだ。10月14日にイエナ・アウエルシュタットの戦いで、ナポレオンは90,000名の軍と共にホーエンローエをイエナにて壊滅させた。更に27000名の第3軍団を率いたダヴーはカール・ヴィルヘルム・フェルディナントとフリードリヒ・ヴィルヘルム3世が率いる63000名のプロイセン軍の攻撃をアウエルシュタットにて阻止して破った。フランスは北ドイツで激しい追撃によりプロイセン軍の残党は掃討した後、ポーランドに進攻し、プロイセンを救援できなかったロシア軍と邂逅した。
1807年2月にアイラウの戦いでロシア軍とフランス軍の間で激しい戦闘が行われたが決着は付かなかった。ナポレオンはこの戦いの後、軍を再編成し、数ヶ月間ロシア軍を追いかけ、1807年6月14日にフリートラントの戦いが行われた。この戦いでフランス軍はロシア軍を潰走させた。その結果7月にティルジットの和約が結ばれ2年の流血に終止符が打たれ、フランスはヨーロッパ大陸で支配的な地位を占めるようになった。一方プロイセンは著しく弱体化し、フランス・ロシアの両国によってヨーロッパの各国間の問題が解決されるようになった。

### 半島戦争
オレンジ戦争(英語版)の後、ポルトガルは異なる2つの外交政策を行った。ブラジルの皇太子でポルトガルの摂政のジョアン6世はフランスとスペインと共にバダホス条約に調印し、イギリスと貿易を行っている港を封鎖した。一方ポルトガル最古の同盟国であるイギリスとのウィンザー条約は無効になっておらず、秘密外交を維持した。フランス・スペイン艦隊がトラファルガーの海戦で敗れるとジョアンは公然とイギリスとの貿易と外交を行うようになった。
このようなポルトガル政府の政策の変化を受けて、ナポレオンはポルトガルに軍を派遣した。1807年10月17日ジャン＝アンドシュ・ジュノー指揮下の24,000名のフランス軍はスペインの協力の元でピレネー山脈を渡り、ナポレオンの大陸封鎖を強化するためポルトガルへ向かった。12月1日、首都リスボンを占領し、ポルトガル国王一族はブラジルに亡命した。これが6年に渡って行われる半島戦争の始まりであり、この戦いに苦戦する事でフランス帝国の多くの力が奪われた。1808年の冬の間、フランス外交官はスペインの内政干渉を行う事が増え、スペイン王室の不和を掻き立てようとした。1808年2月16日、ナポレオンがブルボン朝の政治的派閥の仲裁を仲介する事を公言した時、フランスの陰謀が明るみにでた。ジョアシャン・ミュラが12万の軍を引き連れスペイン入りし3月24日にマドリードに到着した。数週間後にマドリードで占領に反発した激しい暴動が発生し、フランスの侵略に対する抵抗は瞬く間にスペイン全土に広がった。7月のバイレンの戦いでのフランスの衝撃的な敗北はナポレオンの敵対者に希望を与え、ナポレオンは半島戦争に自ら介入するようになった。ナポレオンに率いられた新たなフランス軍はスペイン軍に打撃を与えた後、秋にエブロ川を渡った。ナポレオンは12月4日に80,000名の兵を引き連れてマドリード入りした。彼はムーア(英語版)のイギリス軍に打撃を与えた。イギリス軍は速やかに海岸まで追い出され、コルーニャの戦い(英語版)を最後にスペイン全土から撤退した。

### オーストリア一国での抵抗
オーストリアは直近の敗北の復讐をするために、これまでと異なるフランスへの対抗策を模索したが、スペインの反仏感情を悪化させる事しかできなかった。また1809年にロシアはイギリス、スウェーデン、オスマン帝国と戦争をしていたため、オーストリアはロシアの援助は考慮していなかった。フリードリヒ・ヴィルヘルム3世のプロイセン政府の一部は当初オーストリアを助けたがっていた。しかしハインリヒ・フリードリヒ・フォン・シュタインのオーストリアとの文通がフランスによって傍受された。この文通にはプロイセンがオーストリアを支援する計画が書かれており、プロイセンはこれ以上の対仏関係の悪化を避けるため、1808年9月のエアフルト会議(英語版)に調印せざるを得なかった。オーストリアの財務大臣の報告書では第三次対仏大同盟時以来の大軍を維持し続けると1809年半ばには国庫が尽きるだろうと予想されていた。しかしカール大公はオーストリアにはナポレオンと対決するための準備がまだ出来ていないと警告した。このカール大公の姿勢は彼を"平和主義"へと陥らせたが、彼は軍を退役する事を望むように見えなかった。1809年2月8日、フランスとの戦争の支持者はついにオーストリア帝政にフランスと戦争を行う事を秘密裏に決意させる事に成功した。

### オーストリアの改革
1805年のアウステルリッツとそれに続くプレスブルクの和約はオーストリア軍に改革の必要性を示していた。ナポレオンはアウステルリッツの後カール大公をオーストリアの王位に付かせる事を提案し、この事はカール大公の兄であるオーストリア皇帝フランツ2世の深い猜疑心を駆り立てる事になった。カール大公は軍の改革の先鋒を務める事が許されたにもかかわらず、フランツは軍事顧問であり続け、最高司令官としてカール大公の活動を監督した。
1806年、カール大公は軍と部隊戦術の新しい指針を発した。主な戦術的な革新は集団の概念であり、兵士たちの隊列の間を閉じる事で対騎兵の集団を作った。しかしオーストリア司令官は革新を嫌がり、カール大帝が直接監督する場合を除いて滅多に集団戦法を使わなかった。ウルムとアウステルリッツの敗北の後、オーストリアは1805年にマックの元で導入された1個大隊を4個中隊で編成する運用を止め、1個大隊を6つの中隊で編成するように戻した。しかし改革を行った後も問題は続いた。オーストリアがフランス軍と戦うには散兵が不足し、騎兵はしばしば個別の部隊として軍全体に分散して配備されており、明らかにフランス軍に対して打撃を与える事を妨げていた。カール大公がフランスの軍団の司令構造を真似ようとしたが、オーストリアの軍事的支配層は主導権を奪われることに慎重であり、物事が決定される前には紙に書かれた重い命令書と長々と続く計画に頼っていた。
またオーストリアでは別の改革が行われ始めた。オーストリアは多くの将校、熟練兵、正規兵を失い、同盟を結ぶこともできなくなったため、フランスが早期に使い始めた徴兵を取り入れるようになった。既にフランスは熟練した歴戦の兵士を中心とした常備軍を形成する為に徴兵に頼らなくなった。ナポレオン戦争の初期には、戦闘経験を持たないフランス人がオーストリアの常備軍との戦いに度々徴兵された。しかし第五次対仏大同盟では徴兵された多くのオーストリア兵は全く戦闘経験が無く、基礎的な訓練と装備のみを与えられた状態で、フランスの大陸軍との戦場に送られた。

### オーストリアの準備
カール大公と宮廷評議会はフランスへの攻撃の方針で意見が分かれた。カール大公は主軍によってボヘミアを突破し、北ドイツのフランス軍を孤立させ、速やかに決戦に挑もうとした。オーストリア軍の大部分は既にボヘミアに集中し、これは自然な作戦遂行であった。宮廷評議会はドナウ川がカール大公と彼の弟のヨハン大公の軍を分断する事を理由にカール大公の作戦に反対した。彼らはウィーンとの連絡網を安全に維持出来るようにドナウ川の南から主軍は攻撃するべきだと主張した。結局、彼らは貴重な時間を失う前にカール大公に道を譲った。オーストリアはベルガルド(英語版)指揮下の38,000名のボヘミアの第一軍団とコロヴラート(英語版)指揮下の20,000名の軍勢はボヘミアの山々のシャムの道からレーゲンスブルクを攻撃した。オーストリアの中央と予備兵力はホーエンツォレルンの第3軍団、ローゼンベルグの第4軍団、リヒテンシュタインの第一予備軍団の合計66,000名の兵で構成されており、シェルディング(英語版)を経由して、レーゲンスブルクを攻撃した。左翼はルイ大公の第5軍団、ヒラーの第6軍団とキーンマイヤー(英語版)の第2予備軍団の合計61,000名で構成されており、ランツフートへ向かいながら側面を防衛した。

### エアフルト会議
ティルジットにてナポレオンはアレクサンドルを賞賛したが、1808年の9月から10月に行われたエアフルト会議(英語版)までに、ロシアの宮廷では反フランス感情が高まり、新たな仏露同盟を脅かそうとしていた。ナポレオンと外務大臣のシャンペイン(英語版)はエアフルト会議でオーストリアを牽制し、軍の主力をイベリア半島に注力するために仏露同盟を再確認する事を意図した。またナポレオンと前外務大臣のタレーランの間で意見の食い違いがあり対立していた。タレーランはナポレオンと彼の戦争政策がフランスを破滅に導いていると結論を下し、アレクサンドルにナポレオンの野望に抵抗するよう密かに忠告した。
エアフルト会議ではイギリスに対してフランスとの戦争を止めるようロシアが呼びかける事、ロシアのフィンランドの征服をフランスが承認する事、オーストリアとの戦争が開始された際にロシアはフランスを”可能な範囲で”助力する事が合意された。10月14日に両皇帝は祖国に戻るためにエアフルトを出発した。6ヶ月後、予想されていたオーストリアとの戦争が開始され、アレクサンドルはナポレオンとの合意に形だけ応えるため、フランスに対して最小限の援助をした。その後1810年までに主に大陸封鎖令の実施による経済的圧力によって両皇帝はお互いに戦争をする事を考え始めた。エアフルトはフランスとロシアの指導者にとって最後の会議となった。

### フランスの準備
ナポレオンは1809年の冬のスペイン戦役から丁度パリに戻ってきた時で、南ドイツのフランスの方面司令官のベルティエに今後形成されうる戦線への部隊の展開と集結の計画を教授していた。彼の概案では次の戦役は1805年と同様にドナウ川が主戦場になり、北イタリアに侵攻してくるオーストリア軍はマルモンとボアルネの軍によって拘束されると予想していた。オーストリアの主軍はドナウ川の北から攻撃してくるとナポレオンは考えていたが、この判断は誤っていた。3月30日、ナポレオンはベルティエに手紙を書き、その中でレーゲンスブルク近辺に140,000名の兵を集結させる意図を説明した。レーゲンスブルクはオーストリアの攻撃を予定している場所から遠く北に位置していた。ナポレオンのベルティエへの命令はオーストリアの攻勢が4月15日より早く開始される事はないという仮説に基づいていた。これらのオーストリアの作戦に対する誤解によって、フランス軍は戦闘開始時に部隊を適切に展開できなかった。当時フランス軍の主力は半島戦争に参加していたものの、オーストリア方面のフランス軍と同盟軍は18万に達した。しかしこれら部隊の半数がオランダ、ドイツ、ポーランドの外国兵であった。

## 1809年オーストリア戦役

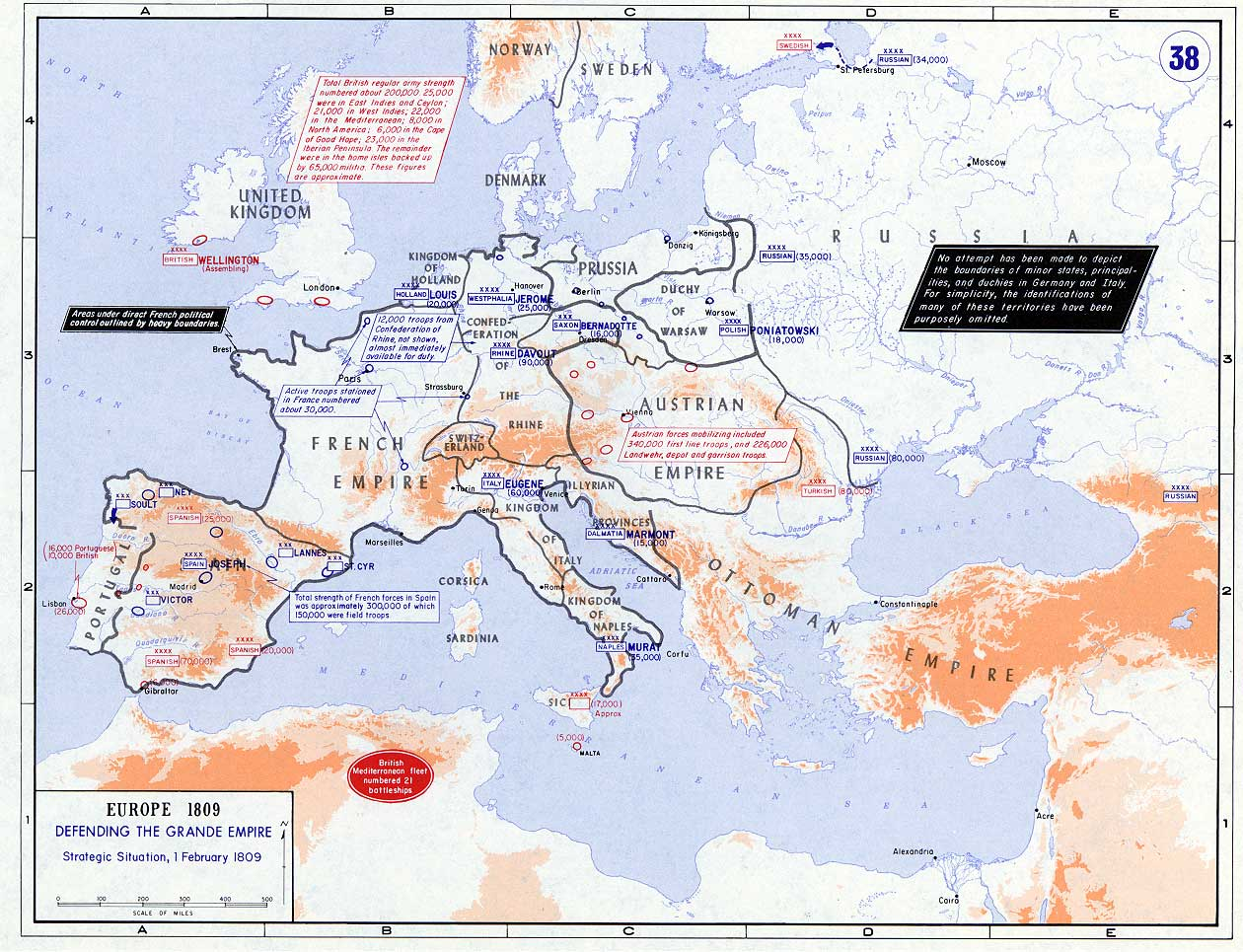
1809年2月のヨーロッパ情勢

この戦役では改革を行ったオーストリア軍がフランスの熟練兵と徴集兵の混成軍と競り合った。主な戦闘は1809年の4月から7月まで行われ、ナポレオンは過去の戦役と比べて早期に勝利を達成した。しかし第五次対仏大同盟はフランス帝国とナポレオンが勝利できた最後の戦役であった。

### オーストリアの侵攻

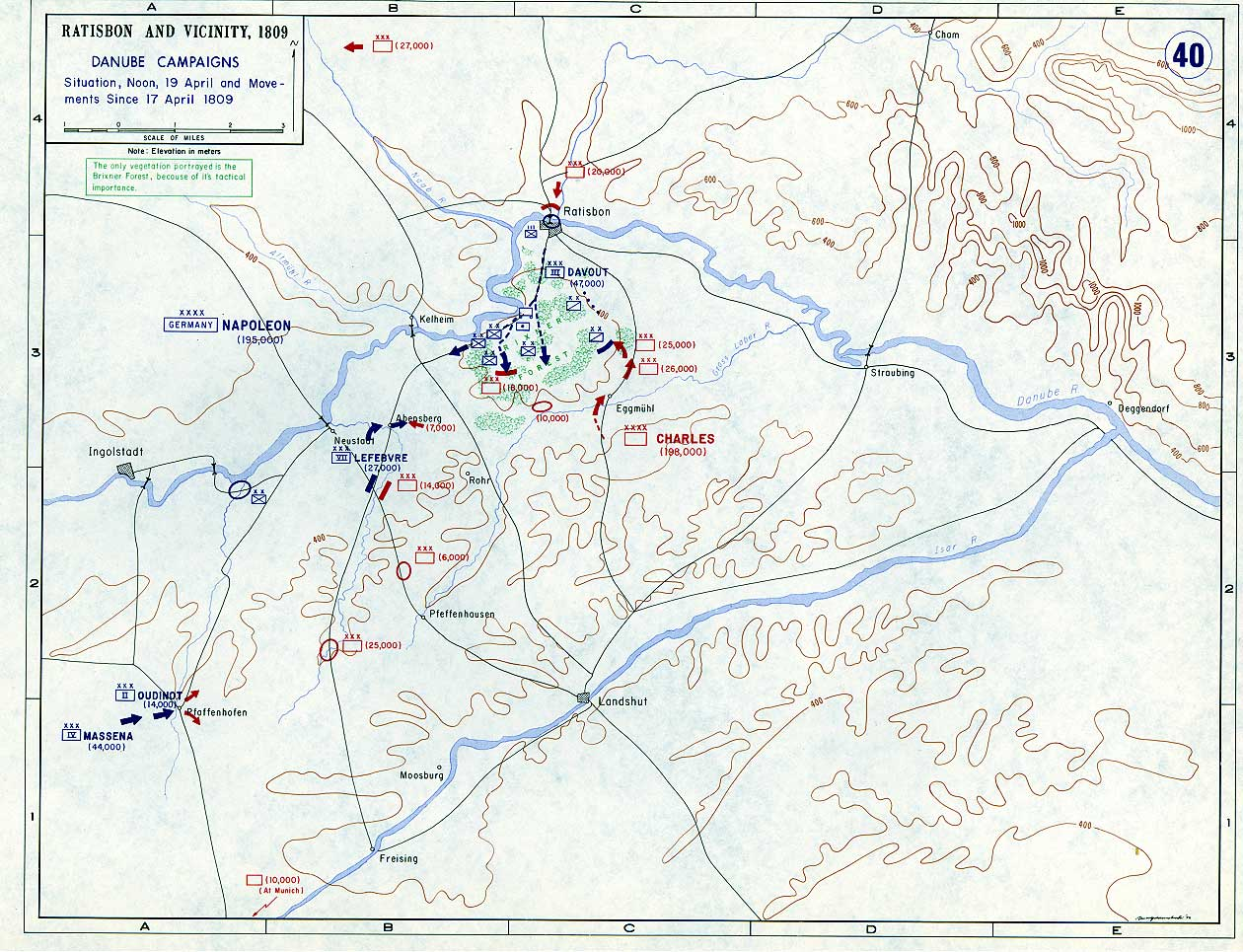
4月17日から19日にかけての両軍の状況。オースリア軍が孤立したフランス第3軍団を攻撃しようと戦略的に重要な都市であるレーゲンスブルクへ向かっている。

1809年4月9日、カール大公率いる20万のオーストリア軍主力はイン川を渡り、フランスの同盟国バイエルンへの侵攻を開始した。同時にフェルディナント大公の軍団がワルシャワ公国へ、ヨハン大公の軍団がイタリアへ侵攻した。悪路で、雨水が凍っていたため、オーストリア軍の最初の1週間の進軍は遅かったが、バイエルン軍は徐々に後退していった。オーストリア軍の攻撃はナポレオンの予想よりも1週間早く行われたため、彼の不在の間ベルティエの役割はあらゆる面で非常に重要であった。ベルティエは優秀な参謀であったが、野戦軍司令官としての能力は不十分であった。更に悪いことにパリからのメッセージの内いくつかは遅れたため、本部に到着する頃には誤っている情報として伝わりベルティエの短所が露見した。一方ナポレオンはベルティエに手紙を書き、オーストリアの攻撃が4月15日までに行われた場合、フランスの将軍はドナウヴェルトとアウクスブルクの周辺で合流しなければならないと伝えた。ベルティエは多くのオーストリア軍の圧力にもかかわらず命令文に固執し、ダヴーとその指揮下の第三軍団をレーゲンスブルクへと呼び寄せて、都市まで後退するよう命じた。
大陸軍の両翼はバイエルン軍による哨兵線によって薄く結合していたが、121km離れており危険な状況であった。フランス元帥のベルティエと兵卒は要領を得ない行軍と反転に苛立っていた。16日にはオーストリアの前進によりバイエルン軍がランツフート近郊まで後退し、夕方にはイーザル川を安全に渡れる地点を確保した。17日朝、ナポレオンはドナウヴェルトに到着した。カール大公は戦役の開始が成功した事で自身を祝い、ダヴーとルフェーヴルの孤立した軍団を両翼包囲によって殲滅しようと計画した。多くのオーストリア軍が既にイーザル川を渡り、ドナウ川に向かっている事にナポレオンが気付いた時、ナポレオンはフランス全軍をイルム川(英語版)の後方へ48時間以内に展開する事を要求し、ベルティエの命令が行われず、戦力の集中が達成出来ることを願った。ナポレオンの命令はダヴーの元へ向かっているオーストリア軍の数を過小評価していたため、非現実的であった。ナポレオンはカール大公がイザール川を超えさせた軍団は1個軍団のみであると考えていたが、実際にはオーストリア軍は5個軍団がレーゲンスブルクに向かっており、総数は80,000名であった。

### ランツフートの機動

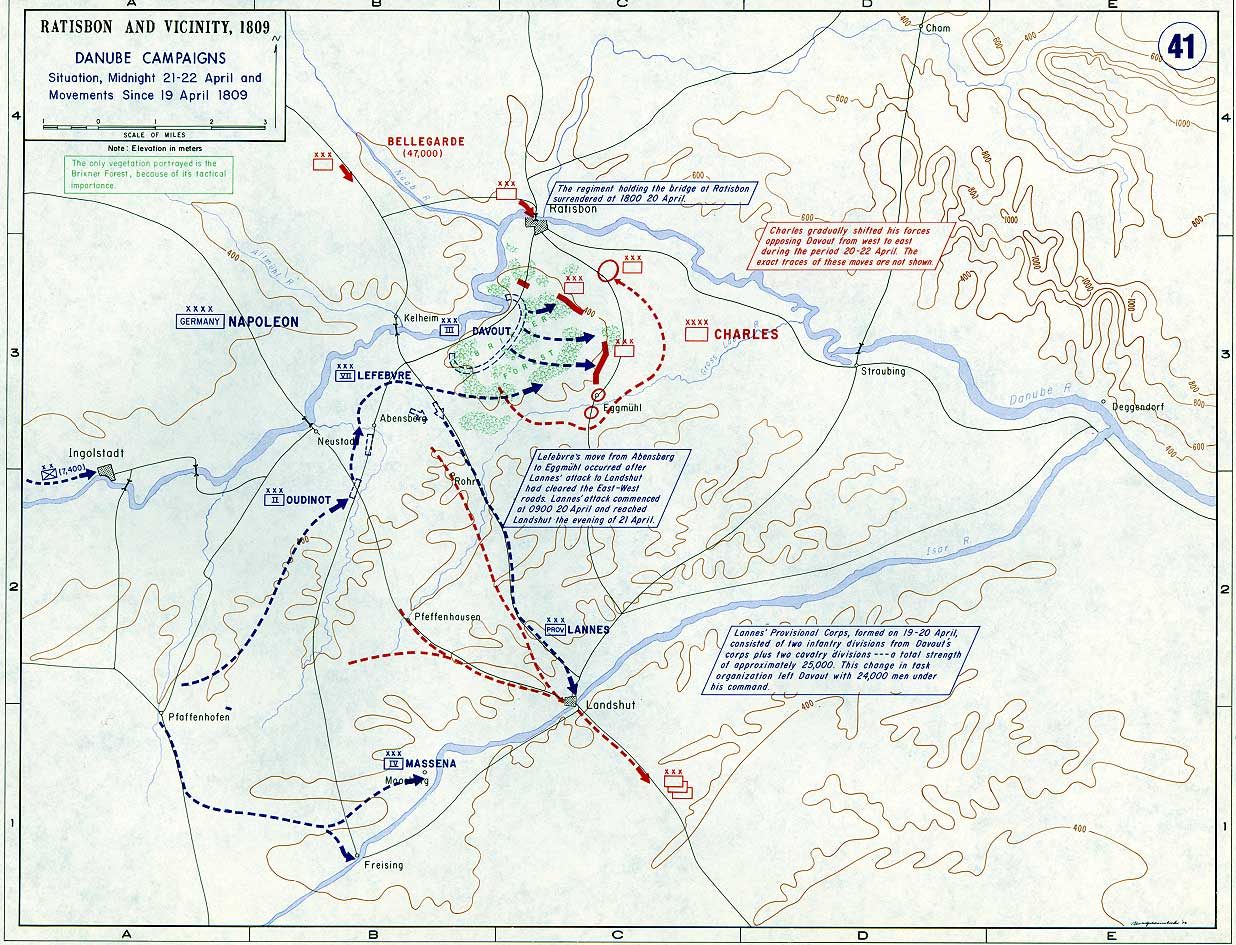
ランツフートの機動とオーストリア軍がバイエルンから追い出される様子。

ダヴーは問題に気づき、2000名の守備隊を残してレーゲンスブルクから彼の軍団を撤退させた。ケールハイムとバート・アプバッハの間を北上するオーストリアの隊列は、19日の早朝にノイシュタット・アン・デア・ドナウに向かい西に進んでいるフランスの4つの隊列と遭遇した。オーストリアの攻撃は緩やかでまとまりが無く、熟練のフランスの第3軍団に速やかに撃退された。ナポレオンはダヴーの防御している地点で戦闘が行われている事を理解しており、既にダヴーがオーストリア軍を撃退するための新たな戦略を考案していた。一方オーストリア軍は北のマッセナの軍団も攻撃した。マッセナは全オーストリア軍の戦線を包囲し、ダヴーへの攻撃を緩和するために南西のフライジングとランツフートを攻撃した。マッセナの軍団には後にニコラ・ウディノの軍も加わった。ナポレオンは別働隊がオーストリアの後方を掃討する間、ダヴーとルフェーヴルを合わせた軍団によってオーストリア軍を釘付けできる自信があった。
フランスの攻撃が始まると中央のオーストリア第5軍団はアーベンスベルクの戦い(英語版)で敗北し、フランスが進軍するための道を引き渡した。しかしナポレオンはこの時誤った仮説を元に動いていたため、目標を達成させる事が困難だった。マッセナのランツフートへの前進は非常に多くの時間を必要としたので、ヒラーがイザール川を渡って退却する事を許した。レーゲンスブルクへ出入りできるドナウ川の橋は、東岸は破壊されていなかったため、オーストリアは川を渡り、フランスの望みであった敵軍の完全な殲滅は達成出来なかった。20日、オーストリア軍は10,000名の損害、30門の大砲、600箱の弾薬、7000両の車両の損害を被ったが、依然として戦闘力を保持していた。その日の午後に、ナポレオンは戦闘していたのがオーストリアの2個軍団に過ぎず、カール大公はシュトラウビングを超えて東に退却する機会があった事を思い知った。
21日、ナポレオンはダヴーからトイギ・ハウゼンの戦い(英語版)についての公文書を受け取った。ダヴーは依然として彼の陣地を保持していたが、75,000名のオーストリア軍と対峙するためにナポレオンはダブーに36,000名の増援を送った。最終的にカール大公が東に撤退しなかった事をナポレオンが知った時、後にランツフートの機動として知られる作戦で使用するための大陸軍の主力を再編成した。ヒラーを追撃している20,000名のベシェール配下の軍勢を除き、戦力として使用できる全フランス軍はエックミュールを攻撃することでオーストリアを罠に陥れ、包囲されている戦友を救い出そうと努力した。4月22日、カール大公はダヴーとルフェーヴルを攻撃しアバッチへ行軍させて右岸を確保ために、40,000の兵をローゼンベルグとホーエンツォレルンに預けコロウェットとリヒテンシュタイン指揮下の2個軍団を切り離した。しかし午後2時、ナポレオンがマッセナを引き連れてダヴーの元に到着した時ダヴーは直ちに反撃を命じた。第10軽歩兵連隊はルーチリングの村を強襲し、多くの損害を被りながらルーチリングの森を占領した。さらにナポレオンの増援はオーストリアの左翼に速やかに打撃を与えた。こうしてエックミュールの戦いはフランスの勝利に終わり、カール大公はドナウ川を渡りレーゲンスブルクへ撤退する事を決意した。ナポレオンはシュトラウビングを占領するためにマッセナを東に進める一方、残りの軍は逃亡するオーストリア軍を追撃した。ランヌ元帥の壮烈な突撃の後、フランスはレーゲンスベルクを占領(英語版)したが、大部分のオーストリア軍はボヘミアに退却する事に成功した。ナポレオンは注意を南のウィーンへと変えて、ヒラーの軍と連戦した。この時の最も有名な戦いは5月3日に行われたエーベルスベルクの戦い(英語版)であった。5月13日ナポレオンはウィーンに無血入城をした。

### アスペルン・エスリンクの戦い

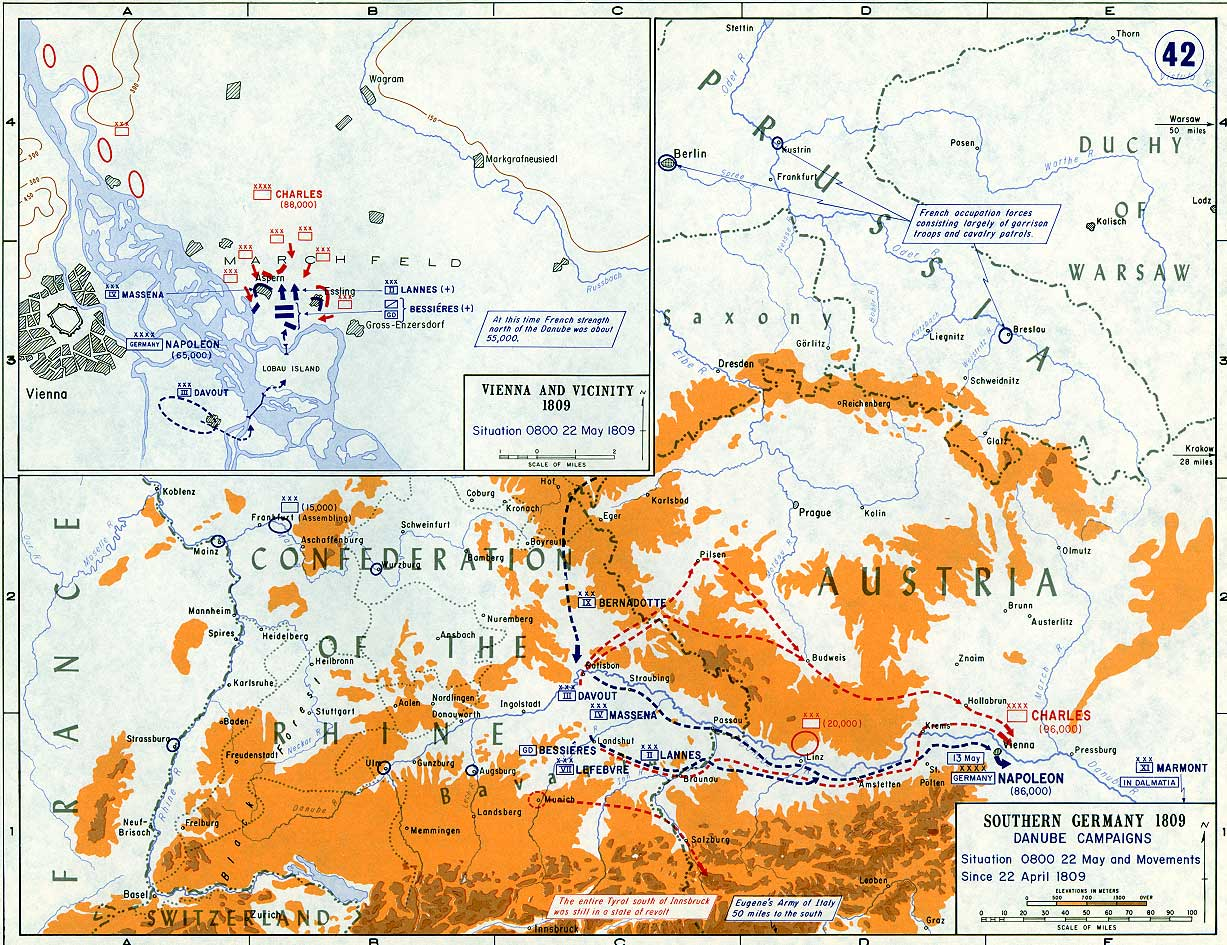
1809年5月22日のアスペルン・エスリンクの戦いでの戦略的状況。

5月16日、17日にカール大公指揮下のオーストリアの主軍はマルヒフェルトに到着した。マルヒフェルトはウィーンの北東に位置する平原で丁度ドナウ川を渡った場所にあり、オーストリア軍の訓練によく使われた。カール大公はナポレオンが渡河する事を決めた河岸から数km離れた場所に軍の大部分を集中させた。20日、カール大公はビッサムの丘の偵察兵からフランス軍がカイザーエーベルスドルフで橋を建造していると報告を受けた。カイザーエーベルスドルフはローバウ島(英語版)の丁度南西にあり、マルヒフェルトに通じている。21日カール大公はカイザーエーベルスドルフからフランス軍が大挙して渡河していると結論を下し、98,000名の兵に292の大砲を同行させて、5つの縦列を形成して進軍するように将軍に命じた。フランス軍は西の橋頭堡をアスペルン、東の橋頭堡をエスリンクという村に置いた。ナポレオンは抵抗を予想していなかった為、ローバウ島からアスペルン・エスリンクに繋がる橋は柵で守られておらず、オーストリアの軽武装された艀に非常に攻撃されやすい状態であった。またこの当時の仮設橋は艀を縄で繋いで板を渡しかけたものであった。

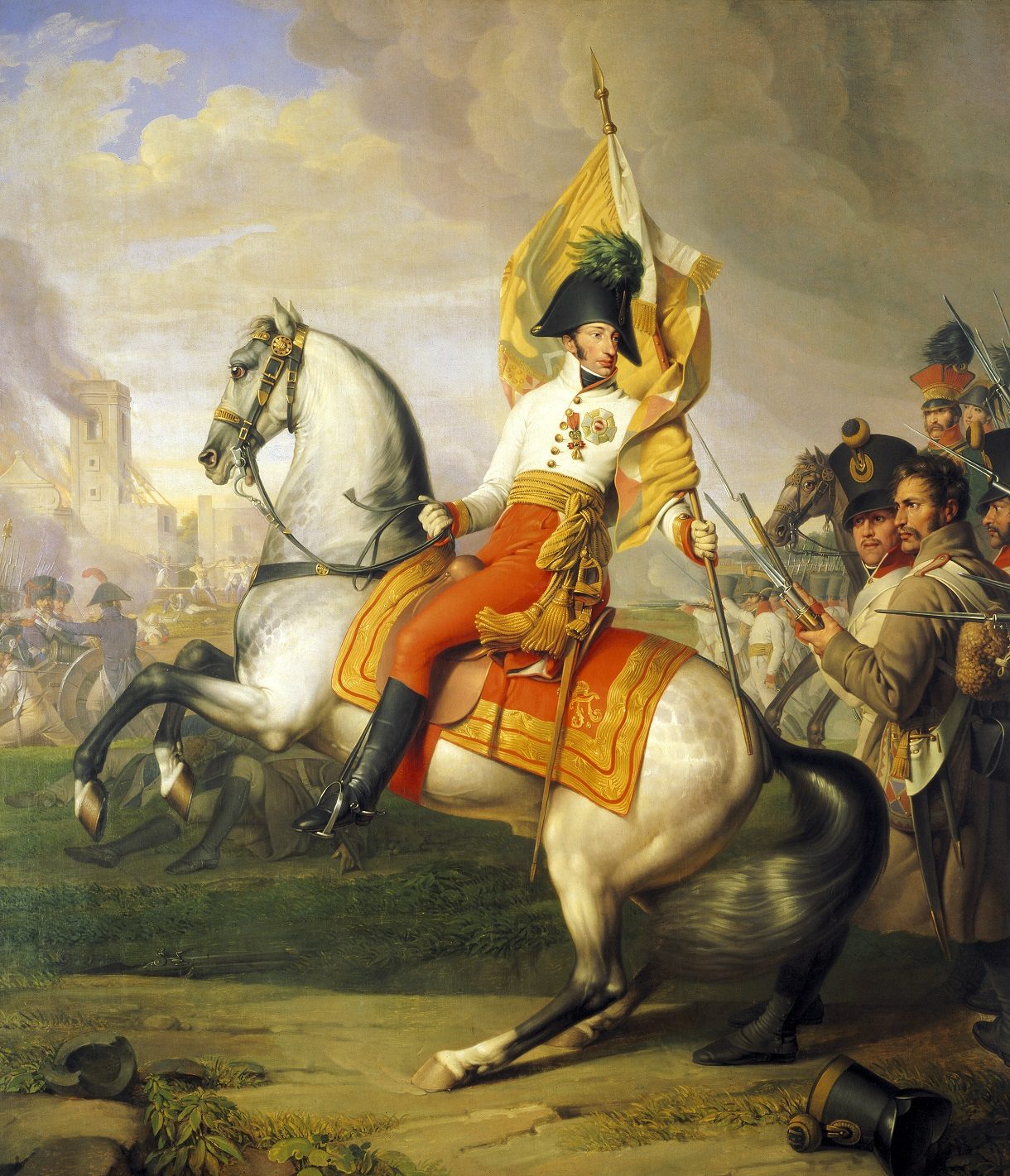
アスペルン・エスリンクの戦いでナポレオンに勝利したカール大公

アスペルン・エスリンクの戦いは5月21日の午後2時30分から始まった。オーストリアはアスペルンとアウ村の森に対する南への最初の貧弱な攻撃に完全に失敗したが、カール大公はこれに固執した。結局オーストリアは村全体を占領したがその後東側の半分は失った。第4縦隊と第5縦隊は長い行軍を行ったため、オーストリアはエスリンクを午後6時まで攻撃しなかった。フランスは21日を通してエスリンクへの攻撃を押し返すことに成功した。22日の午前3時に戦いは始まり、4時間後フランスはアスペルンを奪還した。ナポレオンは71,000名の兵と152の大砲を対岸に展開していたが、それでもまだフランス軍は数で劣っており危険な状態であった。ナポレオンはオーストリアの中央に対して大規模な攻勢を行い、第3軍団が渡河するために十分な時間を確保しようとした。ランヌは3個歩兵師団と共に前進し、1.6kmほど動いたがオーストリアはカール大公の個人的な猛々しさと第15歩兵連隊の示威行為に刺激され、フランス軍に砲撃の雨を浴びせて退却させた。午前9時、フランスの橋は再度破壊された。カール大公は1時間後に大規模な攻撃をしかけ、アスペルンを占領したが、エスリンクは依然として占領する事は出来なかった。しかし数時間後オーストリアは穀物庫によって頑強に守られた地点を除きエスリンクの全てを奪還した。ナポレオンはジャン・ラップ(英語版)指揮下の近衛師団の一部を送ると応えた。ジャン・ラップはエスリンクを攻撃し、オーストリアを駆逐するというナポレオンの指示に大胆にも逆らった。カール大公は大砲による容赦のない砲撃を続け、ランヌ元帥も犠牲になった。損害を減らすためにフランスは全軍をローバウ島へと後退させた。このアスペルン・エスリンクの戦いはナポレオンにとって初めての敗北であった。

### ヴァグラムの戦い

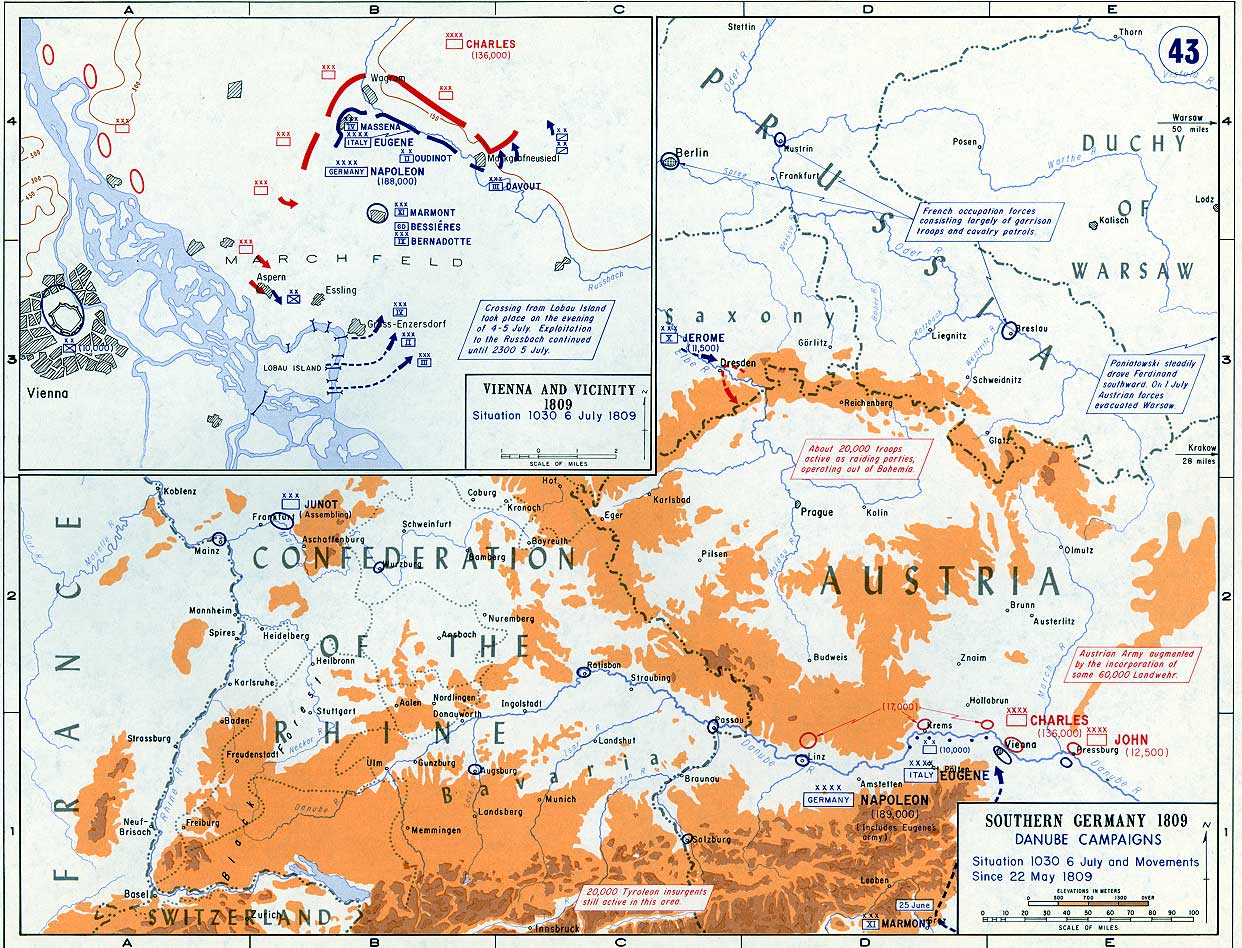
1809年7月初めのヴァグラムの戦いでの戦略的状況。

アスペルン・エスリンクの戦いで敗北した後、ナポレオンは6週間以上計画を立案し、再度ドナウ川を渡ろうとするまでの間、万一の可能性に備えた。フランスはより多くの軍勢と大砲を連れてきて、次の渡河の成功を保証するためのより良い防衛手段を講じた。6月30日から7月初旬にかけてフランスはドナウ川をもう一度渡ろうとし、188,000名の軍がマルスフェルトを通って行軍した。フランスの進軍に対して前哨部隊のノルトマンとヨハン・フォン・クレーナウ(英語版)の師団はすぐに抵抗する事は制限されていた。オーストリアの主軍は8kmほど離れた場所に駐在しており、その中心はヴァグラムという村であった。渡河に成功した後、夜間にオーストリア軍が退却する事を防ぐ為、ナポレオンは全線で攻撃を命じた。第57戦列歩兵連隊と第10軽歩兵連隊はパルバスドルフ(英語版)という村に対して、猛烈な攻撃を仕掛け迅速にフランスの勝利を導こうとした。しかし結局オーストリア軍はフランスの攻勢を防ぎ、その場を動かなかった。英雄的なオーストリアのヴィンセント騎兵隊の間断ない攻撃により、第10連隊と第17連隊は撤退を余儀なくされ、フランスは何も得られず退却した。ウジェーヌとマクドナルの左翼に対する更なる攻撃では何も得られなかった。ベルドナットの軍による攻撃が後で行われたがこちらも失敗に終わり、右翼のダヴーは夜の暗さのために交戦を停止する事を決意した。こうして戦いの初日をフランスはマルスフェルトで終えたが、これらの努力にもかかわらず、戦果はほとんど得られなかった。

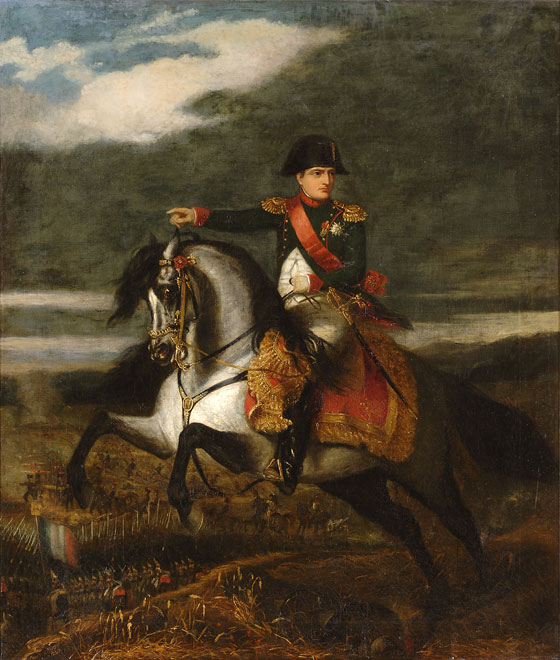
ヴァグラムの戦いのナポレオン

7月6日カール大公は彼の弟のヨハン大公の迅速な行軍が要求される両翼包囲を計画した。この時ヨハンは戦場から東に数kmの地点にいた。ナポレオンの計画ではオーストリアの左翼への展開はダヴーの第3軍団に任せ、残りの軍がオーストリア軍を押さえつける事を想像していた。コロヴラートの第3軍団に支援されたクレーナウの第6軍団は2日目の午前4時から戦闘を開始しフランスの左翼を粉砕し、後にフランスはアスペルン・エスリンクの両方を放棄せざるを得なくなった。一方その間に部隊の展開が夜通しで行われた。ベルナドットはアダークラアという村の中心と要所から出ていくように自身の軍に一方的に命じたが、この動きはフランス全軍の陣形を大きく崩すものであった。ナポレオンは激怒し、この危機的な村を奪還するために2個師団と騎兵によって支援されていたマッセナの軍団を送った。最初の段階では激しい戦いが行われたが、マッセナはモリトールの予備兵力を投入した。この予備兵力は緩やかではあったがアダークラアを全てフランスの手に戻したものの、オーストリアの激しい砲撃と反撃によって再度失った。ダヴーの攻撃の為の時間を稼ぐためにナポレオンはシャンピオン配下の胸甲騎兵をオーストリアの戦線に送ったが、効果は得られなかった。中央と左翼を守るためにナポレオンは112の大砲によりオーストリアへ砲撃を開始し、オーストリアの戦列の穴を引き裂いた。ダヴーの兵士はオーストリアの左翼に進軍し、ナポレオンはマクドナルドの3つの小さな師団を戦列の穴に投入し、長方形の陣形でオーストリア軍中央に進軍させた。この陣形はオーストリアの大砲による攻撃を受けながらも、なんとか中央まで突破したが騎兵がなかったため、決定的な勝利を掴む事は出来なかった。しかしマッセナの部隊が左翼を救援し、右翼ではダブーが拠点を確保し、ヴァグラム方面へと向かいつつあった。カール大公はオーストリアの陣地が完全に破壊されるのは時間の問題だと判断し、午後1時頃退却を命じた。彼の弟のヨハン大公は午後4時に戦場に到着したが、戦況を変えるには既に遅すぎ、ボヘミアに徐々に退却していった。
フランスは2日間に行われた激しい戦闘により消耗しきっていたため、すぐにはオーストリア軍を追撃しなかった。フランス軍が回復した後、オーストリア軍を追撃し、7月中旬にはズノイモで追いついた。7月12日にこの地でカール大公は休戦条約にサインし、休戦協定が調印された。フランスとオーストリアの軍事的衝突は事実上終了したが、3ヶ月後にこの戦争の結果を公式にするための外交交渉が行われた。

### その他の戦域

#### イタリア、ダルマチア
イタリアではヨハン大公率いるオーストリア軍5万がナポレオンの継息子のウジェーヌ・ド・ボアルネ率いる37,000のフランス軍に立ち向かった。オーストリアは4月にサチーレの戦い(英語版)で数度のフランスの攻勢を撃退し、その結果ウジェーヌはヴェローナとアディジェ川まで退却した。しかしバイエルンにおけるカール大公の初戦の敗北を救援する必要があったためイタリアにいるオーストリア軍は主軍に呼び戻された。ヴァグラムの戦いまでにウジェーヌはナポレオンの主軍と合流した。
ダルマチアでは名目上ウジェーヌの指揮下のマルモンがストイチェヴィッチ将軍と交戦していた。マルモンは4月30日に山岳への攻勢を開始したが、グレンツ歩兵(英語版)に撃退された。しかしマルモンはウジェーヌのように戦闘のペースを指示する事で初めの戦闘の妨げとなる事をしなかった。彼は攻勢を撤回し、ヴァグラムのナポレオンと合流した。

#### ポーランド
ワルシャワ公国では、ユゼフ・ポニャトフスキが4月19日にラシンの戦い(英語版)でオーストリアを破り、オーストリア軍がヴィスワ川を渡る事を妨げた事で、オーストリア軍は占領したワルシャワから撤退せざるを得なくなった。その後、ポーランドはガリツィアに侵攻し、いくつかの成功を収めたが、この攻勢は多くの損害によって失速した。また意図が不明瞭なロシア軍の存在に妨害されて、ポーランド軍はそれ以上の進軍は出来なかった。結局ヴァグラムでオーストリアの主軍が敗北した事でこの戦争の運命は決定した。
オーストリアのワルシャワ公国への進攻後、フランスと同盟を結んだロシアは、渋々オーストリアとの戦争に加入した。セルゲイ・ゴリーツィン(英語版)将軍指揮下のロシア軍は1809年6月3日にガリツィアを通過した。ゴリーツィンは可能な限り遅く行軍し、オーストリアとのいかなる対立も避けるよう指導した。オーストリア軍とロシア軍の間では小競り合いしか発生せず、ほとんど損害も出なかった。オーストリアとロシアの司令官は頻繁に文通を行い、作戦上の諜報活動を共有していた。ロシアの師団長であるアンドレイ・ゴルチャコフ将軍はフェルディナント大公に丁重な手紙を送ったがポーランド軍に途中で捕えられた。ポーランドはこの手紙のオリジナルをナポレオンに送り、コピーをアレクサンドルに送った。その結果アレクサンドルはゴルチャコフを更迭した。またロシアはガリツィアでポニャトスキーを支援する事になっていたが、ゴルチャコフとポニャトスキーの間では常に意見が食い違っていた。しかしシェーンブルンの和約の結果ロシアはテルノーピリを受け取った。

#### ドイツ

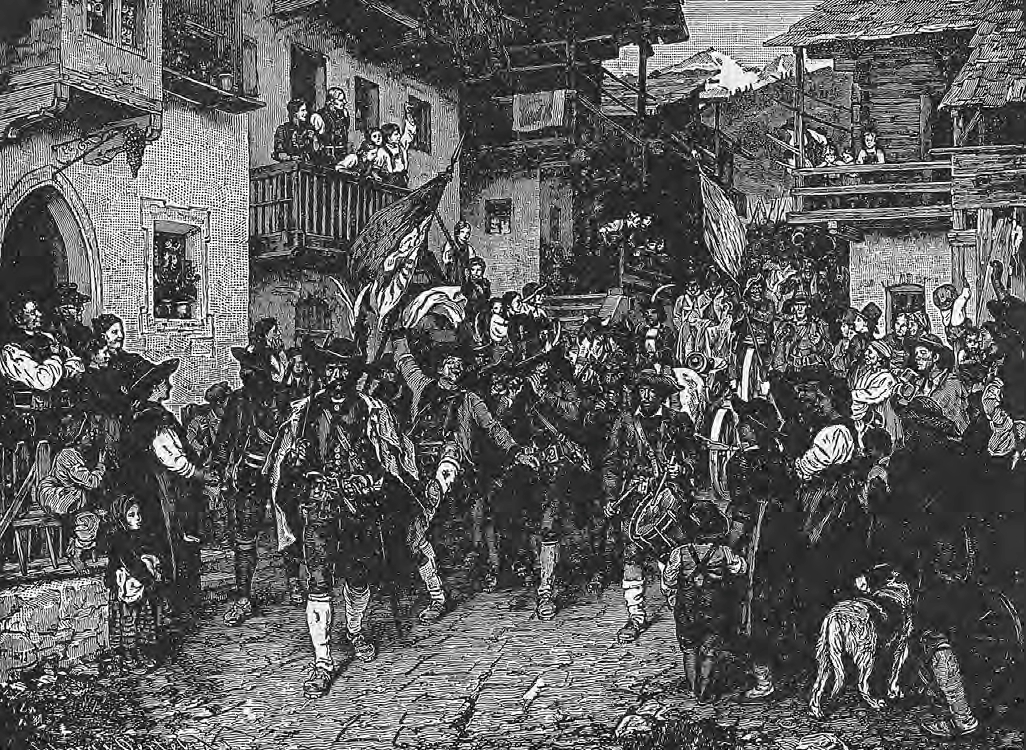
ナポレオンのバイエルンの同盟のくびきを絶つためにオーストリア人が鼓舞することで、チロルのアルプス地方の人々は1809年に武器を取って蜂起したが、最終的には失敗に終わった。

チロルではアンドレアス・ホーファー(英語版)がバイエルンの統治とフランスの支配に対して反乱を主導し、初期は孤立していたものの勝利を収めた。しかしフランスがヴァグラムで勝利すると反乱は鎮圧された。ホーファーは1810年1月の終わりに逮捕され、2月20日に処刑された。
ザクセン州ではキーンマイヤー指揮下のオーストリアと黒い軍勢の連合軍がより大きな成功を収め、ゲフレースの戦い(英語版)でジャン＝アンドシュ・ジュノー指揮下の軍団を破った。その後首都のドレスデンを占領し、ナポレオンの弟のジェローム・ボナパルト指揮下の軍を押し返すと、オーストリアはザクセン州全域を支配下に置いた。しかしこの時までに、オーストリアの主軍はヴァグラムで敗北しており、ズノイモの休戦(英語版)に同意していた。
その後フリードリヒ・ヴィルヘルムはこの休戦を拒否して戦い続け、ドイツを横断してヴェーザー川の入り口まで進軍した。そこから彼らはイギリスへと航海し、イギリス軍に参加した。

#### ホラント
ホラント王国でイギリスはオーストリア戦線の圧力を緩和しようとワルヘレン戦役(英語版)を開始した。イギリス軍は、イベリア半島に派遣している軍を上回る39,000名以上の大軍を7月30日にワルヘレンへ上陸させた。しかしこの時既にオーストリアは戦争で敗北していた。ワルヘレン戦役はほとんど戦闘が行われなかったが、一般的に"ワルヘレン熱"と呼ばれるマラリアとチフスの合併症と考えられる病気のため、多くの死傷者がでた。イギリス軍は4000名以上を失い、残りの軍は1809年12月に撤退した。

## 結果

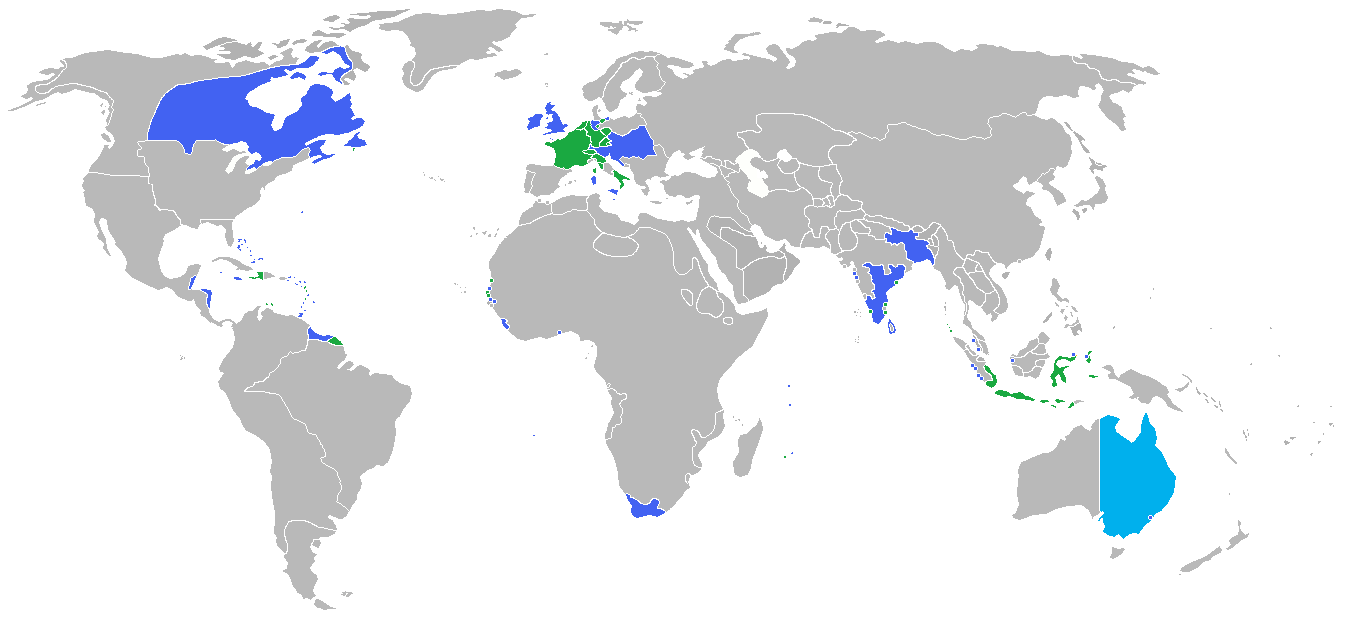
第五次対仏大同盟に参加した国家。青:第五次対仏大同盟の加盟国 緑:フランス第一帝政とその属国、植民地、同盟国。

フランスはオーストリアを完全に破ったわけではなかったが、1809年10月14日、シェーンブルンの和約が締結され、オーストリアは対仏大同盟から離脱し、第五次対仏大同盟は崩壊した。この和約の結果フランスはコロシュカ地方、カルニオラ、アドリア海の港を獲得し、ワルシャワ公国はガリツィアを与えられ、バイエルン王国はチロルのザルツブルクを得て、ロシアはテルノーピリ地方を割譲によって手に入れた。オーストリアは全人口の20％に当たる300万人の人口を失った。フランツ1世は賠償金として8500万フランを支払い、ナポレオンの兄のジョゼフをスペインの王として承認し、大陸封鎖令の遵守する事に同意した。オーストリアの敗北によってフランツ1世の娘マリア・ルイーザはナポレオンと婚約した。危険な事にナポレオンはマリア・ルイーザとの婚約でオーストリアが将来の脅威となる可能性を排除出来ると考えていた。しかしこの婚約はナポレオンの考えているようにハプスブルク家と家族の結束を持つことはなかった。
これらの戦いの結果、1811年のフランス帝国はオランダ、ハンブルク、ローマなどを併合し、人口4400万人、面積75万平方kmに達し、130県から構成される大帝国を形成した。この頃のナポレオンの覇権はフランス帝国だけに留まらず、支配下のイタリア王国、兄ジョゼフ・ボナパルトが王位にあるスペイン、弟ジェローム・ボナパルトが王位にあるヴェストファーレン王国、義弟のミュラが王位にあるナポリ、同盟国のスイス連邦、ライン同盟、ワルシャワ公国に及んだ。
この戦いによる影響は全てがフランスにとって良いものではなかった。この戦争の間にチロルとヴェストファーレン王国で反乱が発生した事は、ドイツ人の間でフランス支配への不満が高まっている事を示していた。シェーンブルンの和約が締結された数日後、ナポレオンが閲兵している間にフリードリヒ・スタップス(英語版)という名の18歳のドイツ人が、ナポレオンに近づいて刺そうと試みた。しかし折よく途中でラップ将軍によって捕えられた。この時までにドイツ人にナショナリズムは非常に強く根付いていたが、第五次対仏大同盟の戦いによってナショナリズムは更に高まった。1813年に第六次対仏大同盟は中央ヨーロッパの支配のためにフランスと戦っていたが、ドイツ人はフランスの支配に激しく反対し、連合国を大きく支えた。
この戦役はフランスの軍事的優越とナポレオンのイメージを傷つけた。アスペルン・エスリンクの戦いはナポレオンの軍歴の中で初めての大規模な敗北であり、多くのヨーロッパ諸国に歓迎された。オーストリアは戦略的な洞察力と戦術的能力がフランスだけのものではない事を証明した。実際フランスは戦術的欠点によって苦しんでいた。フランス歩兵の練度の低下によって歩兵の縦列による機動を避ける事が増え、敵陣を突破する際に兵数に頼るようになった。このような部隊の展開はヴァグラムのマクドナルドの攻撃が最も際立っていた。大陸軍はアウステルリッツやイエナで失った多くの熟練兵を徴集兵で補ったため、戦術的な柔軟さは損なわれて質的な優位を失いつつあった。その上、ナポレオンの軍は多くの外国人が部隊を占めるようになり、士気が低下した。ナポレオンはフランス革命戦争の危機的な状況を打倒した時と同様に優れた指揮を取ったが、大陸軍の規模の増大は優れた知能を持つナポレオンさえも疲弊させた。戦争の規模はあまりにも増大し、ナポレオンですら完全に対応する事が難しくなり、1812年のロシア遠征で同様の状況が繰り返された。

## 関連事項
- 第六次対仏大同盟

## 関連書籍
- Maude, Frederic Natusch (1911). "Napoleonic Campaigns" . In Chisholm, Hugh (ed.). Encyclopædia Britannica (英語). Vol. 19 (11th ed.). Cambridge University Press. pp. 212–236.
- “Napoleonic Wars: Fifth Coalition Against Napoleon Bonaparte: Aspern-Essling, Wagram, Eckmuhl, Landshut, Abensberg”. Napoleon Bonaparte. 2016年3月3日時点のオリジナルよりアーカイブ。2015年7月20日閲覧。